# Abdel Khadr Jaidi
Abdel Khadr Jaidi (ur. 2 czerwca 1979) – tunezyjski zapaśnik walczący w stylu wolnym. Zajął szóste miejsce na igrzyskach śródziemnomorskich w 2001. Piąty na igrzyskach afrykańskich w 1999. Brązowy medalista mistrzostw Afryki w 2001 roku.